# Sant Martí de Taravaus
Sant Martí de Vilanant és una església romànica del poble de Taravaus, al municipi Vilanant (Alt Empordà), inclosa a l'Inventari del Patrimoni Arquitectònic de Catalunya.

## Descripció
L'església de Sant Martí és un edifici d'una sola nau amb absis semicircular. La façana d'accés, situada a ponent, es troba emblanquinada. Té la porta allindada, amb quatre arcs de mig punt en gradació decreixent. Al centre de la façana hi ha un òcul modern.

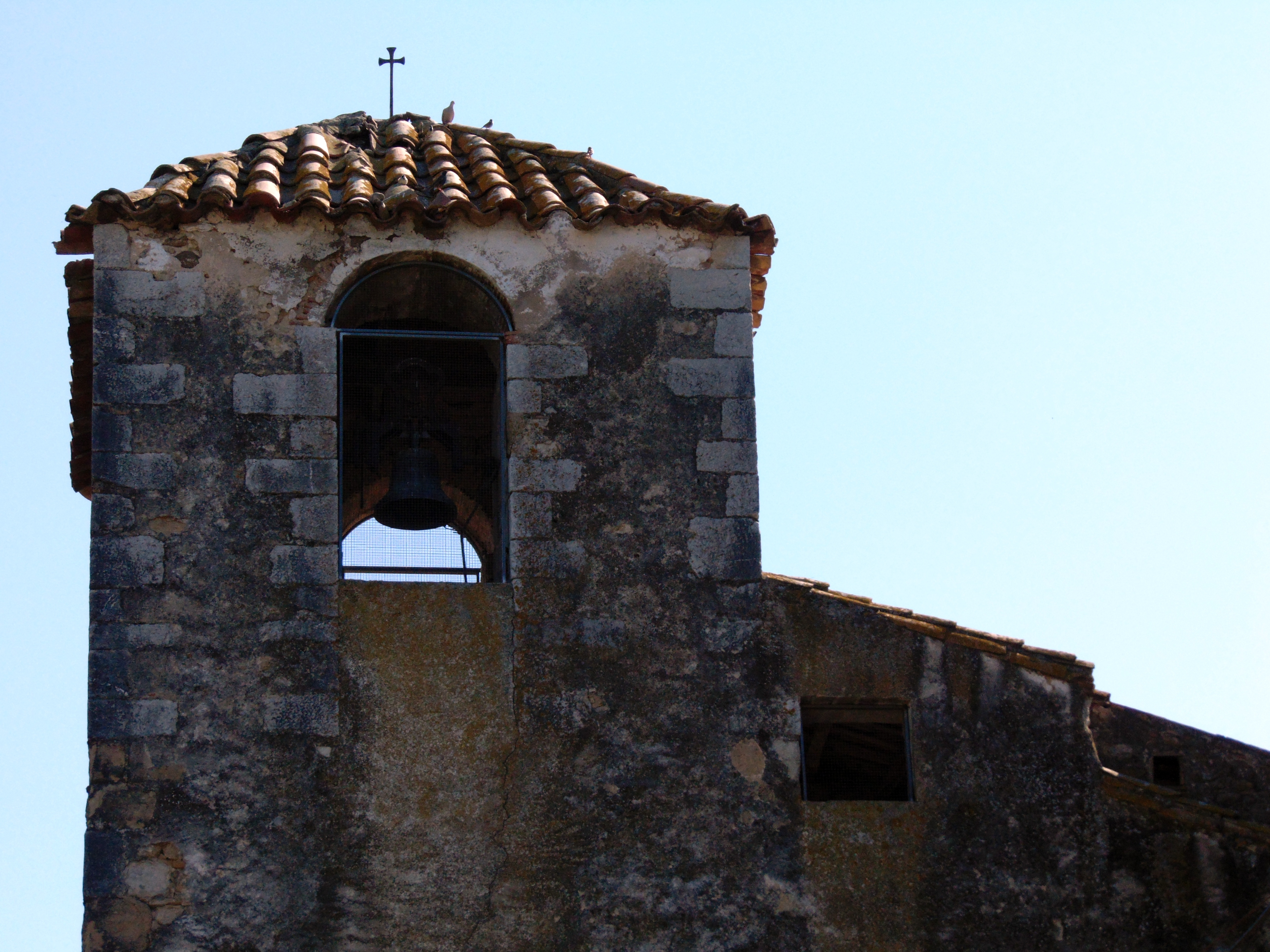
El campanar

El campanar s'eleva a la banda nord; és de planta quadrada, amb obertures d'arc de mig punt i coberta de pavelló. La nau, també amagada per la calç, es cobreix amb volta apuntada i seguida pervivència d'un romànic tardà.

## Història
L'església de Sant Martí de Taravaus va ser consagrada el 17 de maig del 1321, encara que l'existència d'un temple amb aquesta dedicació apareix documentada des del 1279. Probablement, aquest primer temple fou reconstruït durant els primers anys del segle xiv. Segons l'autor J. Badia, l'església de Taravaus demostra el llarg manteniment de les formes romàniques en l'arquitectura popular.